# ژوئل
ژوئل (به هلندی: Geulle) یک منطقهٔ مسکونی در هلند است که در میرسن (هلند) واقع شده‌است. ژوئل c نفر جمعیت دارد.